# 察隅黄耆
察隅黄耆（学名：Astragalus zayuensis）为豆科黄芪属的植物，是中国的特有植物。分布于中国大陆的西藏等地，生长于海拔1,700米的地区，多生长在河边沙地上，目前尚未由人工引种栽培。